# Wendelsheim
Wendelsheim település Németországban, Rajna-vidék-Pfalz tartományban. Lakosainak száma 1455 fő (2023. december 31.).

## Népesség
A település népességének változása:
| Lakosok száma | 932  | 1381 | 1412 | 1400 | 1425 | 1455 |
|               | 1975 | 2017 | 2019 | 2021 | 2022 | 2023 |